# John Bardeen
John Bardeen, född 23 maj 1908 i Madison, Wisconsin, död 30 januari 1991 i Boston, Massachusetts, var en amerikansk fysiker och dubbel nobelpristagare.
Bardeen fick första gången Nobelpriset i fysik 1956 för sin del i utvecklingen av transistorn.
Han tilldelades även priset 1972 för att han tillsammans med Leon Cooper och Robert Schrieffer utvecklat den så kallade BCS-teorin för supraledning.